# Cristian de Jesús Quiñónez
Cristian de Jesús Quinóñez Navarro (Tlaltenango, Zacatecas; 26 de abril de 1996) es un artista marcial mixto mexicano que compite en la división de peso gallo de Ultimate Fighting Championship (UFC).

## Primeros años
Nació en Tlaltenango de Sánchez Román en el estado de Zacatecas, México. A partir de la adolescencia, Cristian empezó a entrenar artes marciales con su hermano mayor José Alberto.

## Carrera de artes marciales mixtas

### Ultimate Warrior Challenge México
El 17 de mayo de 2014, Quiñónez debutaría en la Ultimate Warrior Challenge México en su evento UWC & EVT: Duarte vs. Beristaín con una victoria sobre Arnoldo Castillo por sumisión en el primer asalto. Después, consiguió una victoria y una derrota antes de partir hacía otras promotoras.

### BRAVE Combat Federation
Las primeras peleas de Quiñónez en una importante promoción fuera de su país natal sería en la naciente Brave Combat Federation, con sede en Baréin. En su debut, fue programado para enfrentar a Ahmed Faress el 2 de diciembre de 2016 en BRAVE CF 2: Dynasty; ganó la pelea por nocaut técnico en el segundo asalto.
El 18 de marzo de 2017, Quiñónez se enfrentó a Cristiano Souza en el siguiente evento, BRAVE CF 3: Battle in Brazil. Perdió la pelea por nocaut técnico en el segundo asalto.

### Combate Américas
En 2018, Quiñónez arribó a Combate Américas para enfrentarse a Vinicius Oliveira en Combate Americas: Mexico vs. El Mundo el 18 de mayo, ganando la pelea por TKO debido a una interrupción médica en el segundo asalto.
Quiñónez se enfrentó a Víctor Madrigal el 26 de octubre de 2018 en Combate Americas: La Batalla de Guadalajara. Perdió la pelea por sumisión en el tercer asalto tras un castigo de brazo por parte de Madrigal.

### Regreso a UWC
Tras un lustro, Quiñónez regresa a UWC a fines de 2020, enfrentando a Erick Ruano el 13 de noviembre de ese año en UWC México 24 y llevándose una sólida victoria por nocaut técnico en el primer asalto.
Para UWC México 25 llevado a cabo el 26 de febrero de 2021, Quiñónez encabezaría el evento contra Adonilton Matos. Ganó la pelea por decisión unánime.

### Dana White's Contender Series
En octubre de 2021, Quiñónez participó en la quinta temporada del Dana White's Contender Series (semana 9) con el objetivo de entrar a UFC. Se enfrentó a Xiao Long el 16 de octubre, derrotándole por decisión unánime y siendo uno de los cinco peleadores que se ganaron el contrato.

### Ultimate Fighting Championship
Quiñónez debutó en la promoción el 3 de septiembre de 2022 en UFC Fight Night 209 ante Khalid Taha. Ganó la pelea por nocaut técnico en el primer asalto.
Quiñónez se enfrentó a Kang Kyung-ho el 17 de junio de 2023 en UFC on ESPN 47. Perdió la pelea por sumisión en el primer asalto.
Quiñónez se enfrentó a Raoni Barcelos el 24 de febrero de 2024 en UFC Fight Night 237. Perdió la pelea, nuevamente por sumisión, aunque esta vez en el tercer asalto.

## Campeonatos y logros
- Ultimate Warrior Challenge México
  - Campeonato de Peso Gallo de UWC (una vez)

## Récord en artes marciales mixtas
| Récord profesional | Récord profesional | Récord profesional |
| 23 peleas          | 18 victorias       | 5 derrotas         |
| ------------------ | ------------------ | ------------------ |
| Nocaut             | 10                 | 2                  |
| Sumisión           | 3                  | 3                  |
| Decisión           | 5                  | 0                  |

| Resultado | Récord | Oponente              | Método                      | Evento                                      | Fecha                   | Ronda | Tiempo | Localización         | Notas                                            |
| --------- | ------ | --------------------- | --------------------------- | ------------------------------------------- | ----------------------- | ----- | ------ | -------------------- | ------------------------------------------------ |
| Derrota   | 18–5   | Raoni Barcelos        | Sumisión (rear-naked choke) | UFC Fight Night: Moreno vs. Royval 2        | 24 de febrero de 2024   | 3     | 2:04   | Ciudad de México     |                                                  |
| Derrota   | 18–4   | Kang Kyung-ho         | Sumisión (rear-naked choke) | UFC on ESPN: Vettori vs. Cannonier          | 17 de junio de 2023     | 1     | 2:25   | Las Vegas, Nevada    |                                                  |
| Victoria  | 18–3   | Khalid Taha           | TKO (golpes)                | UFC Fight Night: Gane vs. Tuivasa           | 3 de septiembre de 2022 | 1     | 3:15   | París                |                                                  |
| Victoria  | 17–3   | Xiao Long             | Decisión (unánime)          | Dana White's Contender Series               | 26 de octubre de 2021   | 3     | 5:00   | Las Vegas, Nevada    |                                                  |
| Victoria  | 16–3   | Adonilton Matos       | Decisión (unánime)          | UWC México 25                               | 26 de febrero de 2021   | 5     | 5:00   | Tijuana              | Ganó el vacante Campeonato de Peso Gallo de UWC. |
| Victoria  | 15–3   | Erick Ruano           | TKO (golpes)                | UWC México 24                               | 13 de noviembre de 2020 | 1     | 4:58   | Tijuana              |                                                  |
| Victoria  | 14–3   | José Benito Solorzano | Decisión (unánime)          | Gladiadores Fight League 2                  | 6 de abril de 2019      | 3     | 5:00   | Ciudad de Guatemala  |                                                  |
| Derrota   | 13–3   | Víctor Madrigal       | Sumisión (rear-naked choke) | Combate Américas: La Batalla de Guadalajara | 26 de octubre de 2018   | 3     | 2:14   | Guadalajara          |                                                  |
| Victoria  | 13–2   | Vinicius Oliveira     | TKO (paro médico)           | Combate Américas: México vs. El Mundo       | 18 de mayo de 2018      | 2     | 0:44   | Tijuana              |                                                  |
| Victoria  | 12–2   | Ricardo Hernández     | Sumisión (rear-naked choke) | CBF MMA 1                                   | 15 de marzo de 2018     | 1     | 2:11   | Cabo San Lucas       |                                                  |
| Victoria  | 11–2   | Diego Illescas        | TKO (golpes)                | XFL 35                                      | 18 de agosto de 2017    | 2     | 3:05   | Ciudad de México     |                                                  |
| Derrota   | 10–2   | Cristiano Souza       | TKO (golpes)                | Brave CF 3                                  | 18 de marzo de 2017     | 2     | 2:35   | São José dos Pinhais |                                                  |
| Victoria  | 10–1   | Ahmed Faress          | TKO (golpes)                | Brave CF 2                                  | 2 de diciembre de 2016  | 2     | 2:46   | Madinat 'Isa         |                                                  |
| Victoria  | 9–1    | Matías Vásquez        | Decisión (dividida)         | XFL CDMX                                    | 14 de octubre de 2016   | 3     | 5:00   | Ciudad de México     |                                                  |
| Victoria  | 8–1    | Héctor Valenzuela     | Sumisión                    | MV Promotions: Glory Fight 2                | 27 de agosto de 2016    | 3     | 0:00   | Tijuana              |                                                  |
| Victoria  | 7–1    | Fernando Rodríguez    | Decisión (dividida)         | The Supreme Cage 6                          | 2 de octubre de 2015    | 3     | 5:00   | Monterrey            |                                                  |
| Victoria  | 6–1    | Agustín Alamillo      | TKO (golpes)                | UWC México 14                               | 27 de junio de 2015     | 2     | 2:13   | Tijuana              |                                                  |
| Victoria  | 5–1    | Willy Martínez        | TKO (golpes)                | World Best Gladiators 7                     | 27 de marzo de 2015     | 2     | 2:13   | Delicias             |                                                  |
| Derrota   | 4–1    | José Ruelas           | TKO (golpes)                | UWC & EVT: Sánchez vs. Castillo             | 18 de octubre de 2014   | 3     | 0:57   | Tijuana              |                                                  |
| Victoria  | 4–0    | Arnoldo Castillo      | Sumisión (armbar)           | UWC & EVT: Duarte vs. Beristaín             | 17 de mayo de 2014      | 1     | 2:08   | Tijuana              |                                                  |
| Victoria  | 3–0    | Gastón Manzur         | TKO                         | Jungle Fight 69                             | 3 de mayo de 2014       | 2     | 5:00   | São Paulo            |                                                  |
| Victoria  | 2–0    | Oscar Galván          | TKO                         | Combate Extremo: Solo Los Más Fuertes       | 5 de octubre de 2013    | 1     | 5:00   | Monterrey            |                                                  |
| Victoria  | 1–0    | Diego Pérez           | TKO                         | Fight Club México 3                         | 2 de agosto de 2013     | 2     | N/A    | Aguascalientes       |                                                  |